# Victorious (álbum de Skillet)
Victorious es el décimo álbum de estudio de la banda de rock Skillet, el cual se lanzó el 2 de agosto de 2019.

## Lista de canciones
| N.º | Título                | Escritor(es) | Duración |  |
| 1.  | «Legendary»           |              | 4:04     |  |
| 2.  | «You Ain't Ready»     |              | 3:17     |  |
| 3.  | «Victorious»          |              | 4:04     |  |
| 4.  | «This Is the Kingdom» |              | 3:27     |  |
| 5.  | «Save Me»             |              | 3:43     |  |
| 6.  | «Rise Up»             |              | 3:58     |  |
| 7.  | «Terrify the Dark»    |              | 3:45     |  |
| 8.  | «Never Going Back»    |              | 3:33     |  |
| 9.  | «Reach»               |              | 3:22     |  |
| 10. | «Anchor»              |              | 3:37     |  |
| 11. | «Finish Line»         |              | 3:26     |  |
| 12. | «Back to Life»        |              | 4:36     |  |